# Antonio Barrutia
Antonio Barrutia Iturriagoitia (Iurreta, 13 juni 1933 – 13 juli 2021) was een Spaans wielrenner die in zijn carrière zeven etappes won in de Ronde van Spanje.

## Carrière
De Baskische wielrenner was met name succesvol in wedstrijden die in zijn eigen regio werden verreden. In het begin van zijn carrière zegevierde hij in het Circuito de Getxo, in 1961 won hij daar voor de tweede maal. Barrutia behaalde zijn zeges in sprintwedstrijden en etappes. In de Ronde van Spanje zorgde zijn sprint zevenmaal voor dagsucces. Voor het eerst won hij in de Vuelta een etappe in 1959. Dit betrof de zevende etappe die finishte in Castelló de la Plana. Naast losse ritten en eendagswedstrijden schreef hij drie eindklassementen op zijn naam; in 1957 die van de Eibarko Bizikleta, in 1963 die van de Ruta del Sol en in 1964 die van de Ronde van La Rioja.
Na zijn carrière was hij actief als ploegleider bij Kas.
Barrutia overleed in 2021 op 88-jarige leeftijd.

## Overwinningen
1954
GP Goierri
Circuito de Getxo
1e en 3e etappe GP Ayutamiento de Bilbao
1955
4e (deel B) etappe Ruta del Sol
Subida a Arrate
1956
Subida a Arrate
1957
7e etappe Ronde van Levante
1e etappe Eibarko Bizikleta
Eindklassement Eibarko Bizikleta
1959
7e etappe Ronde van Spanje
1960
3e etappe Ronde van Spanje
1961
Circuito de Getxo
Subida al Naranco
1962
1e etappe Ronde van Spanje
1963
1e (deel B) en 5e etappe Ruta del Sol
Eindklassement Ruta del Sol
1e (deel A) en 3e etappe Ronde van Spanje
Prueba Villafranca de Ordizia
8e etappe Ronde van Catalonië
1964
4e (deel B) en 16e etappe Ronde van Spanje
1e en 2e etappe Ronde van La Rioja
Eindklassement Ronde van La Rioja
3e (deel B, TTT) Ronde van Frankrijk

### Resultaten in voornaamste wedstrijden
| \| Jaar \| Ronde van Italië \| Ronde van Frankrijk \| Ronde van Spanje \| \| ---- \| ---------------- \| ------------------- \| ---------------- \| \| 1956 \| \| \| 20e \| \| 1957 \| \| opgave \| 26e \| \| 1958 \| \| \| opgave \| \| 1959 \| \| \| opgave (1) \| \| 1960 \| \| \| opgave (1) \| \| 1961 \| \| \| opgave \| \| 1962 \| \| \| 34e (1) \| \| 1963 \| \| opgave \| 11e (2) \| \| 1964 \| \| 73e \| 32e (2) \| \| 1965 \| \| \| opgave \|(*) tussen haakjes aantal individuele etappeoverwinningen |                  |                     |                  |
| Jaar | Ronde van Italië | Ronde van Frankrijk | Ronde van Spanje |
| 1956 |                  |                     | 20e              |
| 1957 |                  | opgave              | 26e              |
| 1958 |                  |                     | opgave           |
| 1959 |                  |                     | opgave (1)       |
| 1960 |                  |                     | opgave (1)       |
| 1961 |                  |                     | opgave           |
| 1962 |                  |                     | 34e (1)          |
| 1963 |                  | opgave              | 11e (2)          |
| 1964 |                  | 73e                 | 32e (2)          |
| 1965 |                  |                     | opgave           |